# Парнита
Парнита (на гръцки: Πάρνηθα) е планина в Атика, Същинска Гърция.
Намира се северно от Атина. Обособена е като национален парк Парнита. Среща се благороден елен.
Нерядко на планината пада сняг, както това се случва през 2005 г. и 2006 г. Има изграден кабинков лифт. Планината е осеяна с руини от средновековни крепости, предназначени за защита на Атика и Атина в частност от север.
В средата на 20 век на планината е изградена телевизионна кула за радио и телевизионно разпръскване.